# Trochosa albopunctata
Trochosa albopunctata este o specie de păianjeni din genul Trochosa, familia Lycosidae. A fost descrisă pentru prima dată de Mello-leitao, 1941. Conform Catalogue of Life specia Trochosa albopunctata nu are subspecii cunoscute.